# Xericeps
Xericeps (лат.) — род птерозавров, найденный в верхнемеловых отложениях формации Кем Кем Бедс на территории Марокко.

## Открытие и наименование
Голотип FSAC-KK-10700 обнаружен местными шахтёрами в Аферду Н'Шафт, небольшой месе вблизи оазисной деревни Хасси-эль-Бегаа в провинции Эр-Рашидия на юго-востоке Марокко на алжирской границе. Он состоит только из фрагментов челюстей птерозавра. Образец купил британский палеонтолог Дэвид Мартилл в январе 2017 года непосредственно на шахтном участке, и, таким образом, можно уверенно установить его точную локальность и стратиграфический горизонт.
Считается, что Xericeps жил в середине мелового периода, примерно в альбском — сеноманском веках.
Родовое название образовано от др.-греч. ξερός — сухой, с отсылкой на пустыню Сахара, где был найден птерозавр, и лат. cep, от лат. capere — хватать, имея в виду похожий на щипцы клюв существа. Видовое название curvirostris происходит от лат. curvus — «изогнутый», и rostrum — «морда», и указывает на заметную кривизну клюва.

## Описание
Xericeps был среднего размера беззубым птерозавром, вероятно, тесно связанным с Alanqa. Определение «среднего размера» в отношении птерозавров указывает на размах крыльев от 3 до 8 метров, и вполне вероятно, что Xericeps был ближе к нижней границе этого диапазона.
Образец представляет собой переднюю часть нижней челюсти, которая раскололась там, где расходятся челюстные ветви. Челюсть перевёрнута, при этом закрытая поверхность изогнута в продольном разрезе. На дорсальной поверхности симфиза расположена пара гребней, похожих на те, что наблюдаются у Alanqa и Argentinadraco.

## Филогения
Новый таксон был отнесён к аждархоидам на основании отсутствия зубов, тонкости нижней челюсти с исчерченной бороздками внутренней поверхностью, наличия на задней части нижнечелюстного симфиза коротких парных гребней, ограничивающих центральную канавку, и наличия удлинённого окна на её закрытой и боковой поверхностях. Лёгкая дорсальная кривизна определяет таксон как отдельный род аждархоидов, а также является аутапоморфией: наличие непрерывной продольной канавки на вентральной средней линии нижнечелюстного симфиза.
Новый вид относится к трём названным птерозаврам из формации Кем Кем Бедс и, вместе с неназванным тапеяридом, указывает на разнообразие птерозавров в этих отложениях.